# Cyrill Knoll
Cyrill Knoll OCarm, geboren als Johannes Evangelista Knoll (* 18. Oktober 1813 in Schellenberg bei Perasdorf; † 22. Dezember 1900 in Scipio, Kansas) war ein deutscher römisch-katholischer Ordenspriester. Zusammen mit seinem Mitbruder Franz Xaver Huber brachte er diesen Orden in die Vereinigten Staaten.

## Leben
Cyrill Knoll (Taufnamen: Johannes Evangelista) empfing am 31. Juli 1838 für das Bistum Regensburg die Priesterweihe. Anschließend wirkte er als Religionslehrer an der Präparandenschule des Ursulinenklosters Straubing. Am 12. November 1846 trat er erstmals in das Noviziat im Karmelitenkloster Straubing ein. Nachdem er das Noviziat am 7. Januar 1847 wieder verlassen hatte, war er als Hilfspriester in Dingolfing tätig. Am 7. Juni 1849 trat er wieder in den Karmelitenorden ein und legte am 9. Juni 1850 seine Profess ab. Schon fünf Tage vor seiner Profess war er zum Beichtvater der Ursulinen ernannt worden.
Am 4. März 1851 stellte ihn der Bischof Valentin Riedel von Regensburg – mit nachträglicher Bestätigung durch den Ordensgeneral – zum Prior auf. Seine Ernennung zum Titularprovinzial von Schottland ist auf den 2. Juli 1854 datiert. Von Oktober 1857 bis April 1861 versuchte Knoll als Prior in Pest/Ungarn eine neue Niederlassung des Ordens aufzubauen, was aber misslang.
Leander Streber, ein Franziskanerpater aus Louisville (Kentucky), hatte 1858 Schwestern vom Ursulinenkloster Straubing nach Amerika gebracht. Ermutigt durch die hoffnungsvollen Berichte entstand in Cyrill Knoll die Idee, auch den Karmelitenorden dort anzusiedeln.
In einem Brief vom 22. Dezember 1863 bat er den Ordensgeneral um die Erlaubnis, auswandern und als Generalkommissar in Amerika Konvente gründen zu dürfen. Nach der Genehmigung durch den General nahm er als Generalkommissar, was er bis 1881 blieb, zusammen mit Pater Franz Xaver Huber am 2. Mai 1864 Abschied von Straubing. Die Kongregation für die Ordensleute erteilte am 7. Mai die offizielle Erlaubnis zur Gründung von Niederlassungen der Karmeliten in den Vereinigten Staaten.
Am 22. Mai landete die Reisegesellschaft in New York. Nach kurzem Aufenthalt dort und längerem Verweilen in Louisville (Kentucky) begaben sich die beiden Karmeliten nach Kansas und nahmen in Leavenworth eine Pfarrei an. Damit war mit den Karmelgründungen begonnen, die den Grundstock für die spätere Ordensprovinz vom Reinsten Herzen Mariä bildeten.
Cyrill Knoll starb am 22. Dezember 1900 in Scipio und liegt dort auf dem St.-Bonifatius-Friedhof begraben.